# عکاسی مد

نمونه‌ای از عکاسی مد (۱۸۶۳–۱۸۶۶)

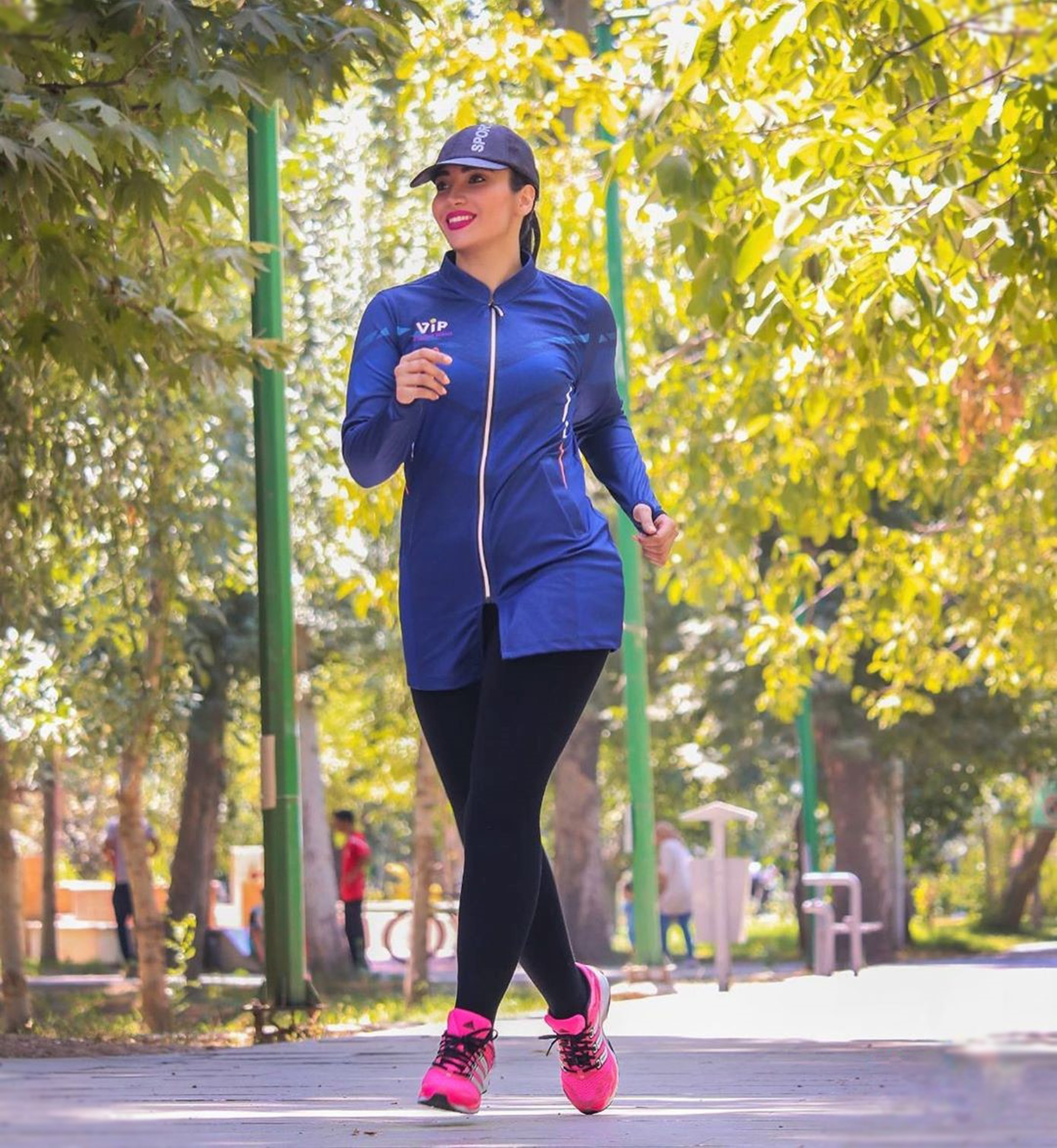
یک عکاسی مد تبلیغاتی در ایران در سال ۲۰۱۹

عکاسی مُد، شاخه‌ای از عکاسی است که در آن از مُد و لباس همراه با مدل عکسبرداری می‌شود. این شاخه از عکاسی گونه‌ای از عکاسی تبلیغاتی نیز شمرده می‌شود.
عکاسی مد شاخه‌ای از عکاسی است که در بیشتر مواقع نیاز به تجهیزات بسیاری دارد، پنکه‌های قوی، رفلکتورها، سافت‌باکس‌ها، فلاش‌های چتری و… از جمله این تجهیزات هستند. بهترین گونه لنز برای عکاسی مد لنزهای زوم با فواصلی در حدود ۷۰ تا ۲۱۰ هستند تا در کوتاه‌ترین زمان ممکن به عکاس امکان انتخاب بهترین کادر را بدهند. معمولاً در این شاخه از عکاسی، دوربین بر روی دست عکاس قرار دارد و به ندرت از سه‌پایه استفاده می‌شود تا هم خود عکاس احساس بهتری در برقراری ارتباط با سوژه داشته باشد و هم سوژه با راحتی بیشتر حرکات مورد درخواست عکاس را انجام دهد.
عکاسی مد بیشتر برای تبلیغات یا مجله‌های مد مانند وگ، ونتی فر و ال انجام می‌شود. این یک روش کار ضروری برای طراحان مد جهت تبلیغ کارشان است. عکاسی مد، زیبایی‌شناسی ویژه خود را توسعه داده‌است که در آن پوشاک و مدها با بهره‌مندی از مکان‌ها یا اکسسوری خاص تقویت می‌شوند.

## سایر سبک‌های عکاسی
- عکاسی اجسام بی‌جان
- عکاسی طبیعت
- عکاسی منظره
- عکاسی پرتره
- عکاسی ورزشی
- عکاسی معماری
- عکاسی ماکرو
- عکاسی زیرآب
- عکاسی خبری
- عکاسی حیات وحش
- عکاسی انتزاعی
- عکاسی مادون قرمز
- عکاسی نجومی